# Laurierpopulier

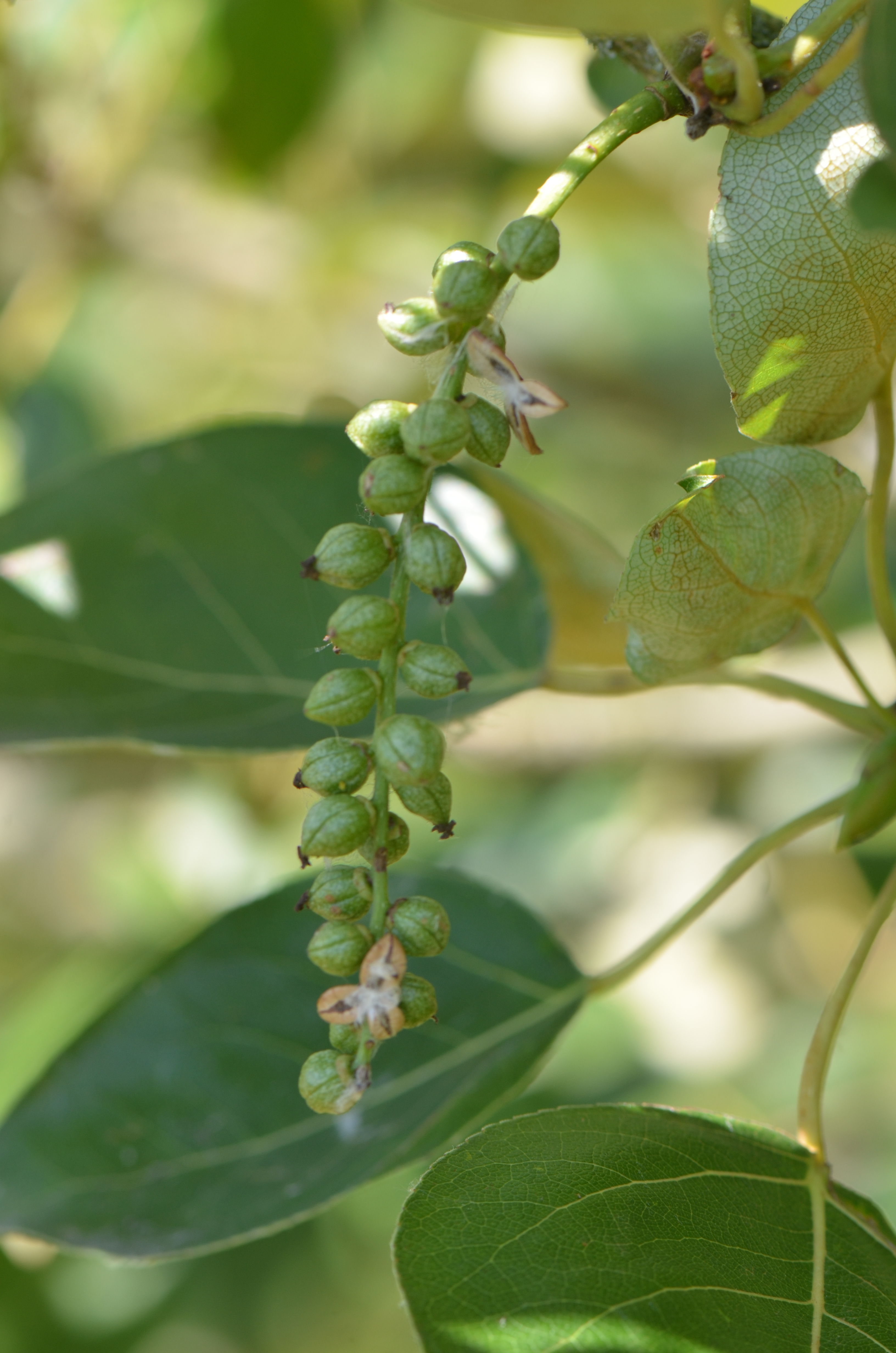
Vruchten

De laurierpopulier (Populus laurifolia) is een loofboom uit de wilgenfamilie (Salicaceae). De soort wordt gerekend tot de sectie Tacamahaca (balsempopulieren).
De laurierpopulier met zijn onregelmatige en aantrekkelijk gedraaide kruin groeit op de oevers van de Centraal-Aziatische bossen en steppen van Siberië, Mongolië en centraal China. De lagere takken hangen; de bovenste steken recht omhoog. De kronkelende stam heeft een lichtgrijze schors, welke lichtbruin wordt naarmate hij ouder wordt. De naam van de boom is een verwijzing naar de smalle leerachtige getande bladeren van de zijschoten van de stam. De korte scheuten van de takken hebben bredere bladeren.
De boom kan 15 m hoog worden en heeft een matig brede kroon. Het hout wordt gebruikt als brandstof, voor pulp en voor gereedschappen.
... ·  
P. ×acuminata · 
P. adenopoda · 
P. afghanica · 
P. alba (Witte abeel) · 
P. angustifolia (Smalbladige populier) · 
P. balsamifera (Ontariopopulier) · 
P. ×berolinensis (Siberische balsempopulier) · 
P. ×canadensis (Canadapopulier) · 
P. candicans · 
P. ×canescens (Grauwe abeel) · 
P. cathayana · 
P. davidiana · 
P. deltoides (Amerikaanse populier) · 
P. euphratica · 
P. fremontii · 
P.  grandidentata (Grofgetande populier) · 
P. guzmanantlensis ·  
P. heterophylla (Hartbladige populier) · 
P. ilicifolia · 
P. ×interamericana (Zwarte balsemhybride) · 
P. ×jackii · 
P. koreana · 
P.  lasiocarpa (Ruwe populier) · 
P. laurifolia (Laurierpopulier) · 
P. maximowiczii (Koreaanse balsempopulier) · 
P. mexicana · 
P. nigra (Zwarte populier) · 
P. nigra var. italica (Italiaanse populier) · 
P. rotundifolia · 
P. sieboldii · 
P. simonii (Chinese balsempopulier) · 
P. suaveolens · 
P. szechuanica · 
P. ×tomentosa ·  
P. tremula (Ratelpopulier) · 
P. tremuloides (Amerikaanse ratelpopulier) · 
P. trichocarpa (Zwarte balsempopulier) · 
P. tristis · 
P. wilsonii (Wilsonpopulier) · 
P. yunnanensis · 
...